# Mognard
Mognard is een Franse plaats en voormalige gemeente in het departement Savoie in de regio Auvergne-Rhône-Alpes en telt 388 inwoners (2005). De plaats maakt deel uit van het arrondissement Chambéry.

## Geschiedenis
Mognard maakte deel uit van het kanton Albens tot dit op 22 maart 2015 werd opgeheven en de gemeenten werden opgenomen in het op die dag gevormde kanton Aix-les-Bains-1. Op 1 januari 2016 fuseerde de gemeente met Albens, Cessens, Épersy, Saint-Germain-la-Chambotte en Saint-Girod tot de commune nouvelle Entrelacs.

## Geografie
De oppervlakte van Mognard bedraagt 4,1 km², de bevolkingsdichtheid is 94,6 inwoners per km².
De onderstaande kaart toont de ligging van Mognard met de belangrijkste infrastructuur en aangrenzende gemeenten.

## Demografie
Onderstaande figuur toont het verloop van het inwonertal.
Albens · Cessens · Épersy · Mognard · Saint-Germain-la-Chambotte · Saint-Girod